# Vranje
Vranje (cyr. Врање) – miasto w Serbii, stolica okręgu pczyńskiego i siedziba miasta Vranje. Jest położone w dolinie Morawy Południowej, w pobliżu granicy z Macedonią Północną. W 2011 roku liczyło 55 138 mieszkańców.
W mieście rozwinął się przemysł metalowy oraz tytoniowy. W miejscowości znajduje się Biały Most.
W Vranju urodził się Dragan Sotirović ps. "Draża"(1913-1987) – kapitan armii jugosłowiańskiej, zastępca dowódcy 14 pułku Ułanów Jazłowieckich Armii Krajowej, kawaler Orderu Virtuti Militari V klasy.

## Współpraca
- Nowy Sącz, Polska